# チャージ (紋章学)

エスカッシャン
フィールド
サポーター
モットー (スコットランド)
クレスト
リース
マント
ヘルメット
クラウン/コロネット
コンパートメント
チャージ
オーディナリー
モットー
画像ファイル（環境により文字がずれることもあります）

チャージ（英: Charge、仏: Charge）は、紋章学および旗章学における、エスカッシャン（シールド）上のフィールドを占める図のことである。

## 解説
チャージは動詞でもあり、例えば、エスカッシャンに3頭のライオンが描かれているならば、それは「3頭のライオンがチャージされている (charged with three lions) 」と言う。また、チャージそのものにさらにチャージを重ねることができ、フィールドの分割とチャージは明確に区別されている。
単にチャージと言った場合に、それを「フィールドに重ねる図」として厳格に捉える解釈と、広義に捉えてフィールドの分割を含む紋章に描かれるあらゆる図案を指すものと考える解釈があるが、ここでは前者の解釈を用いる。
古来から紋章に用いられてきた単純な図形であるオーディナリーはチャージに含まれる。オーディナリーは時折プロパー・チャージ (Proper charges) と呼ばれ、その他のチャージはコモン・チャージ (Common charges) として知られている。フランス語の紋章記述の中ではオーディナリーは pièces と呼ばれているが、その一方でシールド上のどこにでも置くことのできるその他のチャージは meubles と呼ばれ、これは「移動可能な」を意味する英語の mobile に相当し、同じ語が現代のフランス語で「家具」を意味している。

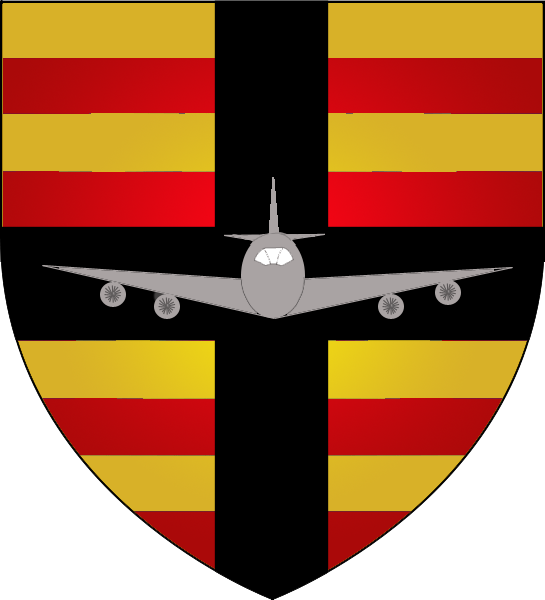
サンドワイウレの紋章

チャージには、動物や植物などの生物、様々な物体、幾何学的な紋様が含まれる。また、紋章学に特有であるチャージに加えて、自然（地形や気象現象）や神話、工業技術に至るまであらゆる分野に見られる幾多の物が紋章に表された。近年の紋章の中には、国内唯一の国際空港があるルクセンブルクのサンドワイウレの紋章のように4発のエンジンを備えたジェット機のチャージまである。
時折、チャージの後にその意義や趣旨又は比喩が紋章記述の中に与えられることもあるが、これは通常、紋章学上の道徳に欠ける、見苦しく適切でない方法であると考えられている。

## 動物
獅子
勇壮さを求められるであろう紋章において獅子の絵柄は好まれる象徴の一つであり、古くから用いられているものである。著名な紋章の一つであるイギリス王室の紋章においては一貫して獅子が用いられている。
鷲
好んで用いられる象徴の一つである。ローマ皇帝の象徴であり、その系譜を受け継ごうとする東ローマ皇帝・神聖ローマ皇帝・ハプスブルク家・ナポレオンの他、系統は違うがアメリカ合衆国の国章などにも使用されている。

## 花
フルール・ド・リス
「百合の花」の意であり、アイリスの花を模したものと考えられている。花のチャージの中でももっとも頻繁に見られるものの一つである。